# Bény-sur-Mer
Bény-sur-Mer é uma comuna francesa na região administrativa da Normandia, no departamento Calvados. Estende-se por uma área de 6,62 km². Em 2010 a comuna tinha 452 habitantes (densidade: 68,3 hab./km²).